# Uana
Uana (doslovno, bambus u jeziku yecuana), vrsta drvenog puhačkog glazbala, klarinet, izrađen od bambusove cijevi, dug jedan metar. Ovo je najvažnije glazbalo kod južnoameričkog karibskog plemena Yekuana iz grupe Maquiritare s rijeke Ventuari u Venezueli. Uana se koristi prilikom izvođenja svete glazbe njihove najvažnije svečanosti, to je ua-uana. Tom prilikom zazivaju tvorca i heroja civilizacije Uanadji. On je kozmičko stablo ili 'stablo života', a njegov otac mitski predak, znači onaj od koga potječu svi Maquiritari čije skupine u svojim imenima i nose naziv -uana: Yekuana, Decuana, Cunuana i drugi.
Maquiritare su danas po glazbi najpoznatije južnoameričko pleme kišne šume.